# هجيج (اسم)
هجيج هو اسم علم مذكر من أصل عربي، ومعناه هو الغئر في الأرض، والوادي العميق، والأرض المستوية، والهجيج من لا يستقر في ديار.

## وصلات خارجية
- موسوعة السلطان قابوس لأسماء العرب